# Daphnia pulicaria
Daphnia (Daphnia) pulicaria Forbes, 1893 – gatunek wioślarki z rodzaju Daphnia i podrodzaju Daphnia s. str., należący do rodziny Daphniidae.

## Opis
Skorupka owalna, o ubarwieniu czerwonożółtym. Męskie osobniki sięgają rozmiarów 1,0-1,6 mm, natomiast żeńskie 1,4-4,0 mm.
Występuje w stawach i jeziorach o przezroczystej wodzie.